# Марьял
Марьял — деревня в Малмыжском районе Кировской области в составе Ральниковского сельского поселения. 

## География
Находится в правобережной части района на расстоянии примерно 27 километров по прямой на северо-запад от районного центра города Малмыж.

## История
Известна с 1939 года. В 1950 году было 28 дворов и 116 жителей. В 1989 году учтено было 65 жителей. 

## Население
Постоянное население составляло 84 человек (мари 75%) в 2002 году, 58 в 2010.